# 梨本真輝
梨本 真輝（なしもと まさき、男性、1993年12月12日 - ）は日本の陸上競技選手。専門は短距離走。千葉県出身。流山市立南部中学校、船橋市立船橋高等学校、大東文化大学スポーツ科学科卒業。NTN在籍。100mの元日本中学記録保持者であり、2010年ユースオリンピック100mの銀メダリストである。

## 経歴

### 中学時代
2006年、流山市立南部中学校に進学。
当初はテニス部に入部する予定だったが、顧問が有名だったので陸上部に入部。陸上をやっていた5歳上の兄の記録を抜くことを目標に頑張り、中学2年時にその目標を達成した。
1年時から頭角を現すも、100mでは県内に全国トップクラスの実力を持つ同学年のライバルたちがいて常に3番手だった。そのため一時200mや400mに種目変更をしたが、10月のジュニアオリンピックC100mで6位になり、全国大会初で初の入賞を果たした。
2年時は、8月の全日本中学校選手権200mで準決勝まで進出。10月のジュニアオリンピックB100m決勝では、昨年のジュニアオリンピックC100m王者であり、8月の全日本中学100m王者である田子大輔に競り勝ち優勝を果たした。
3年時は、7月28日に行われた千葉県中学校総合体育大会100m決勝で10秒67（+2.0）の中学記録（当時）を樹立。8月7日の関東中学校陸上競技大会4×100mリレーでは千葉選抜（小池雄作－綱川隼人－梨本－田子大輔）の3走を務め、41秒26の日本中学記録（混成）を樹立した。同月の全日本中学校選手権100mを制し、10月のジュニアオリンピックA100mも制して中学2冠を達成。

### 高校時代
2009年、船橋市立船橋高等学校に進学。
1年時は、7月のアジアユースゲームズで初の海外大会を体験して100mで金メダルを獲得。同月のインターハイでは1年生ながら100mで6位入賞を果たした。
2年時は、5月のユースオリンピックアジア地域予選100mで3位に入って本大会の出場権を獲得し、6月16日に本大会の代表に選ばれた。7月のインターハイ100mは5位になり2大会連続の入賞。8月のユースオリンピック100m決勝では、スタートを8人中最速の反応速度（0秒173）で飛び出して終盤までトップに立つが、残り20m付近でジャマイカのオディーン・スキーンにかわされた。しかし1位と0秒09差、3位と同タイム着差ありの2位に入り、10秒51の自己記録を出して銀メダルを獲得した。これは全てのカテゴリーのオリンピックと世界選手権を通じ、日本人初の100mでのメダル獲得だった。10月の日本ユース選手権100mでは、決勝で大会記録（当時）を樹立した大瀬戸一馬に0秒09差で敗れ2位に終わったが、200mでは21秒33の大会タイ記録（当時）を樹立して大瀬戸一馬に0秒01差で競り勝ち優勝した。
3年時は、5月の千葉県高校総体陸上競技大会100m準決勝で10秒38（+1.3）の自己記録を出した。8月のインターハイでは、100m決勝で大瀬戸一馬やケンブリッジ飛鳥らを破り初制覇。2冠がかかった4×100mリレー決勝では4走を務めて40秒35を記録したが、高校歴代2位（当時）の記録を出した東京高校（40秒20）に敗れ2位。200mでは決勝で唯一の20秒台となる20秒97（-0.4）の自己記録で優勝し、100mとの2冠を達成した。10月の国体少年A100mでは大瀬戸一馬に敗れ2位、日本ジュニア選手権100mでも山縣亮太に敗れて2位に終わり、インターハイとの高校2冠を逃した。

### 大学時代
2012年、大東文化大学スポーツ科学科へ進学。
1年時は、5月の関東インカレ2部100mでは2位に、2部200mで3位になった。6月はアジアジュニア選手権日本代表に選出されたため、日程が被る日本選手権は棄権した。アジアジュニア選手権100mでは決勝に進出するも怪我をして8位、7月の世界ジュニア選手権代表にも選ばれていたが、怪我のため欠場した。
2年時は、5月の関東インカレ2部100m決勝では原翔太に競り勝ち（同タイム着差あり）優勝。2部4×100mリレー決勝では2走を務めて40秒17の大会新記録を出すが、平成国際大学と0秒01差の2位に終わった。
3年時は、6月の日本学生個人選手権100mで3位（同着）になり、大学生になって初めて全国大会の表彰台に上った。3度目の出場となった9月の日本インカレでは、100mで初めて予選を突破して準決勝に進出、4×100mリレーでも初めて予選を突破して7位入賞を果たした。
4年時は、5月の関東インカレ2部で100m・200m・4×100mリレーの3冠を達成し、2部の男子最優秀選手に選出された。

### 社会人時代
2016年、NTNに入社。

## 記録

### 自己ベスト
記録欄の（　）内の数字は風速（m/s）で、+は追い風、-は向かい風を意味する。
| 種目 | 記録          | 年月日        | 場所   | 備考 |
| ---- | ------------- | ------------- | ------ | ---- |
| 100m | 10秒38 (+1.3) | 2011年5月13日 | 千葉市 |      |
| 200m | 20秒97 (-0.4) | 2011年8月6日  | 北上市 |      |
| 400m | 51秒29        | 2013年3月17日 | 鴻巣市 |      |

### 年次ベスト
- 100メートル競走
  - 2006年(中学1年)　11秒68
  - 2007年(中学2年)　11秒07
  - 2008年(中学3年)　10秒67＝中学歴代3位
  - 2009年(高校1年)　10秒64
  - 2010年(高校2年)　10秒51
  - 2011年(高校3年)　10秒38＝自己ベスト
  - 2012年(大学1年)　10秒47
  - 2013年(大学2年)　10秒53
  - 2014年(大学3年)　10秒46
  - 2015年(大学4年)　10秒44
  - 2016年(社会1年)　10秒60
  - 2017年(社会2年)　10秒60

- 200メートル競走
  - 2007年(中学2年)　22秒48
  - 2008年(中学3年)　22秒65
  - 2009年(高校1年)　22秒05
  - 2010年(高校2年)　21秒33
  - 2011年(高校3年)　20秒97＝自己ベスト
  - 2012年(大学1年)　21秒29
  - 2013年(大学2年)　21秒39
  - 2014年(大学3年)　21秒19
  - 2015年(大学4年)　21秒05
  - 2016年(社会1年)　21秒75
  - 2017年(社会2年)　21秒88

- 400メートル競走
  - 2007年(中学2年)　51秒96
  - 2013年(大学1年)　51秒29＝自己ベスト

## 主要大会成績
備考欄の記録は当時のもの

### 国際大会
| 年         | 大会                          | 場所         | 種目      | 結果 | 記録            | 備考                      |
| ---------- | ----------------------------- | ------------ | --------- | ---- | --------------- | ------------------------- |
| 2009 (高1) | アジアユースゲームズ          | シンガポール | 100m      | 優勝 | 10秒82 (-1.2)   |                           |
| 2009 (高1) | アジアユースゲームズ          | シンガポール | 4x200mR   | 予選 | DQ (1走)        |                           |
| 2010 (高2) | ユースオリンピック アジア予選 | シンガポール | 100m      | 3位  | 10秒85 (-1.6)   |                           |
| 2010 (高2) | ユースオリンピック            | シンガポール | 100m      | 2位  | 10秒51 (+0.1)   | 自己ベスト 動画 - YouTube |
| 2010 (高2) | ユースオリンピック            | シンガポール | メドレーR | 5位  | 1分54秒14 (1走) | アジア混成チーム          |
| 2011 (高2) | 3カ国ジュニア交流室内         | 大阪市       | 60m       | 4位  | 6秒85           |                           |
| 2012 (高3) | 日台交流ジュニア室内          | 大阪市       | 60m       | 2位  | 6秒75           |                           |
| 2012 (大1) | アジアジュニア選手権          | コロンボ     | 100m      | 8位  | 12秒69 (-2.3)   |                           |

### 日本選手権
リレー種目は日本選手権リレーの成績
| 年         | 大会    | 場所     | 種目    | 結果 | 記録            | 備考 |
| ---------- | ------- | -------- | ------- | ---- | --------------- | ---- |
| 2011 (高3) | 第95回  | 横浜市   | 4x100mR | 7位  | 40秒36 (1走)    |      |
| 2012 (大1) | 第96回  | 横浜市   | 4x400mR | 6位  | 3分10秒43 (3走) |      |
| 2013 (大2) | 第97回  | 横浜市   | 4x100mR | 予選 | 40秒49 (1走)    |      |
| 2014 (大3) | 第98回  | 横浜市   | 4x100mR | 予選 | 40秒55 (3走)    |      |
| 2016 (社1) | 第100回 | 名古屋市 | 100m    | 予選 | 10秒90 (-1.4)   |      |

### その他
| 年         | 大会                     | 場所          | 種目    | 結果     | 記録          | 備考              |
| ---------- | ------------------------ | ------------- | ------- | -------- | ------------- | ----------------- |
| 2006 (中1) | ジュニアオリンピック     | 横浜市        | 100m    | 6位      | 11秒80 (-0.6) |                   |
| 2007 (中2) | 全日本中学校選手権       | 利府町        | 200m    | 準決勝   | 22秒69 (0.0)  |                   |
| 2007 (中2) | ジュニアオリンピック     | 横浜市        | 100m    | 優勝     | 11秒34 (-2.5) |                   |
| 2008 (中2) | 日本ジュニア室内大阪     | 大阪市        | 60m     | 3位      | 7秒04         |                   |
| 2008 (中3) | 全日本中学校選手権       | 新潟市        | 100m    | 優勝     | 10秒84 (-0.7) |                   |
| 2008 (中3) | 国民体育大会             | 大分市        | 100m    | 3位      | 10秒86 (+0.7) |                   |
| 2008 (中3) | 国民体育大会             | 大分市        | 4x100mR | 優勝     | 40秒03 (1走)  |                   |
| 2008 (中3) | ジュニアオリンピック     | 横浜市        | 100m    | 優勝     | 10秒72 (+1.3) |                   |
| 2008 (中3) | ジュニアオリンピック     | 横浜市        | 4x100mR | 優勝     | 42秒85 (4走)  |                   |
| 2009 (中3) | 日本ジュニア室内大阪     | 大阪市        | 60m     | 優勝     | 6秒96         |                   |
| 2009 (高1) | インターハイ             | 奈良市        | 100m    | 6位      | 10秒68 (+1.1) |                   |
| 2009 (高1) | 国民体育大会             | 新潟市        | 100m    | 準決勝   | DNS           | 予選10秒80 (-0.3) |
| 2010 (高2) | インターハイ             | 沖縄市        | 100m    | 5位      | 10秒88 (-2.1) |                   |
| 2010 (高2) | インターハイ             | 沖縄市        | 200m    | 準決勝   | 22秒05 (-0.2) |                   |
| 2010 (高2) | インターハイ             | 沖縄市        | 4x100mR | 準決勝   | 41秒74 (2走)  |                   |
| 2010 (高2) | 国民体育大会             | 千葉市        | 100m    | 準決勝   | 10秒62 (+2.4) |                   |
| 2010 (高2) | 国民体育大会             | 千葉市        | 4x100mR | 3位      | 40秒25 (1走)  |                   |
| 2010 (高2) | 日本ユース選手権         | 名古屋市      | 100m    | 2位      | 10秒61 (+1.5) |                   |
| 2010 (高2) | 日本ユース選手権         | 名古屋市      | 200m    | 優勝     | 21秒33 (+1.0) | 大会タイ記録      |
| 2010 (高2) | 日本ユース選手権         | 名古屋市      | 4x100mR | 4位      | 41秒72 (2走)  |                   |
| 2011 (高3) | インターハイ             | 北上市        | 100m    | 優勝     | 10秒50 (-0.5) |                   |
| 2011 (高3) | インターハイ             | 北上市        | 200m    | 優勝     | 20秒97 (-0.4) | 自己ベスト        |
| 2011 (高3) | インターハイ             | 北上市        | 4x100mR | 2位      | 40秒35 (4走)  |                   |
| 2011 (高3) | 国民体育大会             | 山口市        | 100m    | 2位      | 10秒58 (-0.1) |                   |
| 2011 (高3) | 日本ジュニア選手権       | 名古屋市      | 100m    | 2位      | 10秒67 (-0.8) |                   |
| 2012 (高3) | 日本ジュニア室内大阪     | 大阪市        | 60m     | 優勝     | 6秒77         |                   |
| 2012 (大1) | 織田記念国際             | 広島市        | 100m    | B決勝5位 | 10秒52 (+1.2) |                   |
| 2012 (大1) | 静岡国際                 | 袋井市        | 200m    | 決勝     | 21秒29 (+1.0) |                   |
| 2012 (大1) | 静岡国際                 | 袋井市        | 4x100mR | 7位      | 39秒47 (1走)  |                   |
| 2012 (大1) | ゴールデングランプリ川崎 | 川崎市        | 4x100mR | 5位      | 39秒69 (1走)  |                   |
| 2012 (大1) | 関東インカレ (2部)       | 東京都        | 100m    | 2位      | 10秒66 (-1.6) |                   |
| 2012 (大1) | 関東インカレ (2部)       | 東京都        | 200m    | 3位      | 21秒40 (+0.3) |                   |
| 2012 (大1) | 関東インカレ (2部)       | 東京都        | 4x100mR | 準決勝   | 42秒63 (1走)  |                   |
| 2012 (大1) | 日本インカレ             | 東京都        | 100m    | 予選     | 11秒10 (-0.1) |                   |
| 2012 (大1) | 日本インカレ             | 東京都        | 4x100mR | 予選     | 40秒39 (1走)  |                   |
| 2012 (大1) | 国民体育大会             | 岐阜市        | 4x100mR | 準決勝   | 40秒96 (1走)  |                   |
| 2012 (大1) | 日本ジュニア選手権       | 名古屋市      | 100m    | 準決勝   | 10秒79 (-1.4) |                   |
| 2012 (大1) | 日本ジュニア選手権       | 名古屋市      | 200m    | 準決勝   | 21秒63 (+1.6) |                   |
| 2013 (大2) | 水戸招待陸上             | 水戸市        | 100m    | B決勝1位 | 10秒75 (-1.0) |                   |
| 2013 (大2) | 関東インカレ (2部)       | 東京都 横浜市 | 100m    | 優勝     | 11秒01 (-3.8) |                   |
| 2013 (大2) | 関東インカレ (2部)       | 東京都 横浜市 | 200m    | 3位      | 21秒12 (+2.6) |                   |
| 2013 (大2) | 関東インカレ (2部)       | 東京都 横浜市 | 4x100mR | 2位      | 40秒17 (2走)  |                   |
| 2013 (大2) | 日本学生個人選手権       | 平塚市        | 100m    | 準決勝   | 10秒91 (-2.3) |                   |
| 2013 (大2) | 日本インカレ             | 東京都        | 100m    | 予選     | 10秒80 (+1.2) |                   |
| 2013 (大2) | 日本インカレ             | 東京都        | 4x100mR | 予選     | 40秒41 (1走)  |                   |
| 2014 (大3) | 出雲陸上                 | 出雲市        | 100m    | 5位      | 10秒56 (+0.6) |                   |
| 2014 (大3) | 関東インカレ (1部)       | 熊谷市        | 100m    | 準決勝   | 10秒62 (+2.1) |                   |
| 2014 (大3) | 関東インカレ (1部)       | 熊谷市        | 200m    | 準決勝   | 21秒38 (+0.8) |                   |
| 2014 (大3) | 関東インカレ (1部)       | 熊谷市        | 4x100mR | 6位      | 40秒01 (1走)  |                   |
| 2014 (大3) | 日本学生個人選手権       | 平塚市        | 100m    | 3位      | 10秒59 (+0.5) |                   |
| 2014 (大3) | 日本学生個人選手権       | 平塚市        | 200m    | 予選     | 21秒43 (+2.8) |                   |
| 2014 (大3) | 布勢スプリント           | 鳥取市        | 100m    | 7位      | 10秒55 (+1.8) |                   |
| 2014 (大3) | トワイライト・ゲームス   | 東京都        | 100m    | 決勝     | 10秒66 (-0.1) |                   |
| 2014 (大3) | 日本インカレ             | 熊谷市        | 100m    | 準決勝   | 10秒51 (+0.5) |                   |
| 2014 (大3) | 日本インカレ             | 熊谷市        | 200m    | 予選     | 21秒34 (+1.0) |                   |
| 2014 (大3) | 日本インカレ             | 熊谷市        | 4x100mR | 7位      | 40秒04 (3走)  |                   |
| 2015 (大4) | 織田記念国際 (NGP)       | 広島市        | 100m    | 5位      | 10秒71 (+0.1) |                   |
| 2015 (大4) | 関東インカレ (2部)       | 横浜市        | 100m    | 優勝     | 10秒52 (+1.0) |                   |
| 2015 (大4) | 関東インカレ (2部)       | 横浜市        | 200m    | 優勝     | 21秒05 (+0.8) |                   |
| 2015 (大4) | 関東インカレ (2部)       | 横浜市        | 4x100mR | 優勝     | 39秒81 (3走)  | 大会記録          |
| 2015 (大4) | 日本学生個人選手権       | 平塚市        | 100m    | 5位      | 10秒45 (+0.4) |                   |
| 2015 (大4) | トワイライト・ゲームス   | 東京都        | 100m    | 6位      | 10秒49 (+1.3) |                   |
| 2015 (大4) | トワイライト・ゲームス   | 東京都        | 4x100mR | 6位      | 40秒25 (3走)  |                   |
| 2015 (大4) | 日本インカレ             | 大阪市        | 100m    | 準決勝   | 10秒69 (+0.5) |                   |
| 2015 (大4) | 日本インカレ             | 大阪市        | 4x100mR | 予選     | 39秒90 (3走)  |                   |
| 2015 (大4) | 国民体育大会             | 和歌山市      | 4x100mR | 準決勝   | 40秒60 (3走)  |                   |
| 2016 (社1) | 布勢スプリント           | 鳥取市        | 100m    | 決勝     | 10秒90 (+1.4) |                   |
| 2016 (社1) | 全日本実業団選手権       | 大阪市        | 100m    | 準決勝   | 10秒66 (+0.5) |                   |
| 2016 (社1) | 全日本実業団選手権       | 大阪市        | 4x100mR | 3位      | 39秒58 (1走)  |                   |
| 2017 (社2) | 水戸招待陸上             | 水戸市        | 100m    | B決勝3位 | 10秒75 (+1.0) |                   |
| 2017 (社2) | 全日本実業団選手権       | 大阪市        | 4x100mR | 優勝     | 39秒06 (1走)  |                   |